# Diego Gavilán
Diego Antonio Gavilán Zarate (Assunção, 1 de março de 1980) é um treinador de futebol e ex futebolista paraguaio que atuava como volante. Atualmente está sem clube.

## Carreira
Gavilán iniciou sua carreira no Cerro Porteño, em 1998. Volante, de forte na marcação, rapidamente, chegou à Seleção Paraguaia.
Bicampeão do Torneio Clausura, com o Cerro, em meados de 1999, transferiu-se para o futebol inglês, aonde foi jogar pelo Newcastle.
Infelizmente, acabou não tendo muitas oportunidades e, entre 2002-2004, seguiu emprestado, sucessivamente, ao Tecos Fútbol Club, Internacional e Udinese.
Em 2003, acabou sendo contratado pelo Internacional, aonde viria a sagrar-se tri-campeão gaúcho. No início de 2004 foi jogar na Udinese da Italia, mas ficou somente três meses. Voltou para o Inter onde jogou até dezembro de 2005 . Depois mudou-se para a Argentina, aonde passou a defender o Newell's Old Boys, tendo perdido a chance de ser campeão da Libertadores e Mundial com o clube gaúcho.
Em 2007, retornou ao Brasil, desta vez, com a camisa do Grêmio. Entretanto, apesar de ter sido um dos destaques da campanha gremista na Libertadores de 2007, ao final da competição, alguns fatores (alguns conhecidos e outros desconhecidos) determinaram o seu afastamento, como a contratação de Eduardo Costa, algumas lesões sucessivas, e a contratação de Bustos (um quarto estrangeiro que acabou decepcionando).
Assim sendo, no início de 2008, Gavilán aceitou a proposta de ir jogar no Flamengo. Inicialmente, porém, acabou sendo vetado pelo departamento médico Rubro-negro, o que quase pôs fim à negociação. Gavilán, no entanto, acabou concordando em assinar um contrato de risco com o clube e, com isso, sua transferência acabou sendo concretizada.
Nos poucos meses em que ficou na Gávea, atuou pouquíssimas vezes pelo time e, ao término do Campeonato Carioca, acabou sendo liberado para procurar um novo clube. Com isso, em meados, ainda de 2008, Gavilán definiu sua ida para a Portuguesa.
No dia 6 de fevereiro de 2009, o Independiente acertou a contratação do paraguaio para a disputa do Campeonato Argentino.
Em 2010 se transferiu para o Olimpia, do Paraguai. No ano seguinte, acertou contrato com o clube peruano Juan Aurich.
No final de 2011 acertou-se com Independiente Campo Grande da segunda divisão do campeonato paraguaio, clube na qual encerrou a sua carreira.
Hoje Gavilán treina o time do Pelotas do Rio Grande do Sul.

## Títulos
Cerro Porteño
- Campeonato Paraguaio: 1998, 1999

Internacional
- Campeonato Gaúcho: 2003, 2004, 2005

Grêmio
- Campeonato Gaúcho: 2007

Flamengo
- Taça Guanabara: 2008
- Campeonato Carioca: 2008